# Lessertia tenuifolia
Lessertia tenuifolia är en ärtväxtart som beskrevs av Ernst Meyer. Lessertia tenuifolia ingår i släktet Lessertia och familjen ärtväxter. Inga underarter finns listade i Catalogue of Life.